# ريتشارد ليون
ريتشارد ليون (بالإنجليزية: Richard Lyon)‏ هو عسكري أمريكي، ولد في 14 يوليو 1927 في باسادينا في الولايات المتحدة، وتوفي في 3 فبراير 2017 في أوسيانسيدي في الولايات المتحدة.